# Бель-Ві-ан-Ож
Бель-Ві-ан-Ож (фр. Belle Vie en Auge) — муніципалітет у Франції, у регіоні Нижня Нормандія, департамент Кальвадос. Бель-Ві-ан-Ож утворено 1 січня 2017 року шляхом злиття муніципалітетів Б'євіль-Кетьєвіль i Сен-Лу-де-Фрибуа. Адміністративним центром муніципалітету є Б'євіль-Кетьєвіль. Населення — 543 особи (01.01.2021).